# Dłużyce
Dłużyce is een plaats in het Poolse district  Lubiński, woiwodschap Neder-Silezië. De plaats maakt deel uit van de gemeente Ścinawa en telt 110 inwoners.